# Pezós
Pezós (castellà: Pesoz) és un conceyu i una parròquia de la Comunitat Autònoma del Principat d'Astúries. Limita al nord amb Eilao, al sud amb Grandas de Salime, a l'est amb Allande i a l'oest amb Samartín d'Ozcos.
És un dels municipis d'Asturies en els quals es parla gallec.

## Geografia
El seu relleu es correspon amb el general de la comarca, és a dir, abundància de la pissarra en la seva forma primària. El tipus és la Grauwacka, roca sedimentària d'antiga formació, quars i feldespat amb associacions residuals d'altres roques. La varietat de Grauwacka es combina amb totes les varietats de la pissarra comuna. El color de la Grauwacka sol ser marró, gris amb algunes línies verdes, blanques i vermelles i algunes pissarres gairebé negres. L'estructura d'aquestes pissarres varia molt, sent la més usual la qual es trenca en fulles regulars que al seu torn serveix per a la construcció de teulades de cases i limitar finques, resultant aquest material accessible econòmicament. La seva topografia és abrupta, però menys escabrosa que la del contorn geogràfic, amb altures inferiors als 800 metres, sent d'esment els Cordales de Leares i San Isidro, així com la lloma de Sequeiros, al nord i nord-oest.
La lloma de Pezós recorre el terme municipal de nord a sud, limitant les elevacions meridionals amb el Cordal de Grandas. Quan la seva xarxa hidrogràfica és de destacar els rius Agüeira i Navia, desembocant el primer en el segon. L'Agüeria neix en el port de La Gola, travessant el concejo en orientació sud-oest-nord-oest recollint al seu pas les aigües de l'afluent Ahio a Pezós, per a passar per terres veïnes de Samartín d'Ozcos i Grandas de Salime, desembocat al riu Navia en les proximitats de Pelorde. El Navia serveix de límit fronterer amb el concejo de Allande.
Gràcies al seu particular relleu la seva vegetació està repleta de bedolls i roures en la mitja muntanya, i castany en el fons. La repoblació de la meitat del segle passat, força una reculada de les espècies autòctones a favor d'unes altres com l'eucaliptus i el pi. Posseïx un microclima aïllat de les brises marines que pugen per les valls del baix Riu Navia, quedant com una sèrie de valls altes del Riu Agüeira amb certes característiques ambientals pròpies, amb hiverns bastant freds amb forts gelades i estius càlids. Té un aire relativament sec, el que permet que hagi estat un dels concejos vitícoles d'Astúries des d'antany. Actualment el principat d'Astúries recupera la història d'aquest vi com a part de l'atractiu històric i turístic de la zona. En els últims anys ha experimentat una important tendència demogràfica decreixent, fins a quedar per sota dels 200 habitants en 2007. Des d'aquest mateix any és el concejo menys poblat d'Astúries, desbancant d'aquest lloc al concejo de Yernes y Tameza.

## Capital
La capital del concejo i gairebé l'aglutinadora de la totalitat de la població és Pezós. De terreny muntanyenc encara que de suau modulat i de cims lleugerament ondats. Amb greus problemes demogràfics en l'actualitat, la ramaderia és la font de vida de la majoria de la població. Es troba establerta en les confluències dels rius Agüeria i Ahio, establint-se els caserius al voltant del palau de Ron.

## Evolució demogràfica
La població concejil segueix les línies traçades per a tota la comarca rural occidental. De les 900 persones que havia al començament del segle passat, s'ha arribat a les 256 al començament d'aquest, sent destacable l'augment originat a mitjan segle per la construcció de l'Embassament de Grandas de Salime i que va augmentar la població fins a límits insospitats avui dia, 2.154 habitants. A la pèrdua d'aquesta població que estava assentada temporalment en el concejo, també se sumarà després l'emigració a Europa i al centre industrial del principat, provocant un descens de fins a un 60% entre 1950 i 1960, que porta com a conseqüència l'envelliment prematur de la població, sent d'un 20% la quantitat d'habitants menor de 20 anys, presentant-se unes estructures demogràfiques bastant alterades.
Aquest municipi uniparroquial, concentra a la majoria de la seva població entorn de la seva capital, dispersant-se la resta en petits nuclis, molts d'ells pràcticament deshabitats. Econòmicament parlant, el motor que sustenta el concejo, és bàsicament el sector primari, i més concretament la ramaderia que genera el 80% de l'ocupació local. De règim d'estabulació hivernal, la producció té una orientació mixta làctia i càrnia, sent aquesta última la dominant, encara que per un estret marge. Respecte al sector secundari i de la construcció, poc o gens es pot dir de la seva influència que aquest té en el concejo, en ocupar tan sols un 2% de la població, sent la construcció l'activitat que major nombre d'ocupacions crea.
Finalment pel que fa al sector terciari dels serveis, aquest representa en el concejo un 18% de l'ocupació, sent el petit comerç i la branca de l'administració les quals generen la gairebé totalitat de les ocupacions, sent desenvolupada aquesta activitat pràcticament per sencera en la capital del concejo.

## Història
Es té constància que el territori de Pezós va estar ocupat des de temps remots, com ho demostren els castros de Santa Cruz i San Isidro, els quals ens mostraven el sistema que tenien per a defensar els assentaments i que no era altre que l'enfonsament de les fulles de pissarra. Se sap que aquests castros van començar al Neolític, van seguir en l'edat del bronze per a tenir el seu apogeu en l'edat del ferro.
Hi ha indicis que en l'època de la romanització existien la zona explotacions mineres, la qual cosa apareix toponímicament documentada a As Furadías i Brañaveya. No obstant això, no és possible disposar de dades tant de l'època visigoda com del període de la monarquia asturiana. El primer document medieval del qual es té constància és el qual es refereix a la donació feta per part d'Alfons VII de Castella al bisbe d'Oviedo, d'uns territoris compresos entre els rius Eo i Navia i que es tenien com a part integrant de Castropol, fet aquest que dona lloc a dubte, ja que en altra donació efectuada per Ferran II, aquest ho associa a Grandas de Salime.
Aquesta situació d'estar sota jurisdicció episcopal es manté durant la baixa Edat Mitjana i principi de l'edat moderna, arribant a la seva fi en l'època de la desamortització realitzada per Felip II en 1580, el qual ven els terrenys a Alonso de Navia Bolaño, provocant una resposta airada per part del poble, que no ho accepta i recorre la venda, no resolent-se la situació fins a 1585, en el qual es dona la raó al poble. L'atorgant és Alonso del Camino sota els auspicis del representant reial Gutierre de Navia i Mon. A l'octubre d'aquest any s'aproven les primeres lleis i ordenances concejils i neix el concejo ja deslligat de la supervisió bisbal. No obstant això, a l'hora d'anar a la junta general del Principat, ho faria sota auspicis de Castropol. Aquestes ordenances no van ser modificades fins a 1779 en les quals se li va anar concedint al poble molt més protagonisme. Ja en temps més propers, hem de comentar les conseqüències que va sofrir el concejo amb la guerra de la Independència contra les tropes franceses, en la qual es van sofrir invasions a càrrec del general Bonet i el general Michel Ney en 1809. De les guerres carlines destacar que Pezós es converteix en lloc de passada de les partides de Casariego i Méndez.
En el segle xx destacarem la incidència que va tenir per al concejo la construcció de l'embassament de Grandas que va afectar positivament sobre la seva població i que a l'acabar-se provocà un descens demogràfic, amb unes conseqüències econòmiques i socials molt negatives per al concejo, del que s'espera que pugui sortir dintre de molt poc temps, ja que el municipi compta amb recursos com per a poder afrontar el futur amb més optimisme.

## Parròquies
- Pezós

### Altres llocalitats
| - Brañaveya - Cabanela - Cela - Fontelas - Francos - Lixóu | - Ousoño - Pelorde - Pezós - San Pedro d'Agüeira - Sanzo - Sequeiros | - Serán - A Veiga da Sinza - Vilabriye - Vilarmarzo - A Paicega - As Bodegas de Cabanela | - El Campón - A Castañeira - El Chao de Liares - El Molín de Pelorde - El Molín de Sequeiros - El Segundo Plano - A Ventela |